# بيتر كوزما
بيتر كوزما هو سياسي مجري، ولد في 9 سبتمبر 1959 في كيشفاردا في المجر، وتوفي في 4 مارس 2017. نشط حزبياً في فيدس – الاتحاد المدني المجري. وقد انتخب عضو الجمعية الوطنية المجرية ‏.